# شکیم
شِکیم(شِخِم) (عبری:שְׁכֶם / שְׁכָם) شهری کنعانی بود که بعداً توسط قوم اسرائیل در سال ۱۴۰۵ قبل از میلاد به رهبری یوشع  تسخیر شد و به قبیله مناسه تعلق گرفت. این شهر اولین پایتخت پادشاهی شمالی اسرائیل بود و یکی از دو قلعه مقدس بنی اسرائیل در آن بوده است که هر سال مردان همه قبایل بنی اسرائیل در آنجا جمع میشدند و مراسم عهد را برگزار میکردند.
در سال ۱۸۵۵ قبل از میلاد  ابراهیم  همراه با ساره و برادرزاده اش لوط  از آبادیهای تدمور و دمشق گذشتند و به شخم رسیدند و در اینجا به امر یهوه  نزدیک بلوط مقدس موره مذبحی برای ئیل  ساخت و به سمت دشت نَجَب  در جوار صحرای سینا حرکت کرد.

## در کتاب مقدس

### موقعیت جغرافیایی
موقعیت جغرافیایی شکیم در کتاب مقدس به شرح زیر ذکر شده است : شمال بت ال و شیلوه، در راه خروج از اورشلیم به سمت سرزمینهای شمالی (قاضیان ۲۱) در فاصله نزدیکی از مکمته (یوشع ۱۷:۷) و دوتین (پیدایش ۳۷:۱۲) و در منطقه افرایم (یوشع ۲۰:۷) در زیر کوه گریزیم (قاضیان ۹:۶-۷).

### تاریخچه
شکیم شهری کنعانی با تاریخ بسیار کهن بود. اولین اشارت به آن حدود ۲۰۰۰ سال قبل از میلاد است. اولین اشاره به شکیم در کتاب مقدس در کتاب پیدایش ۱۲:۶ است که در آن ابراهیم به درخت بزرگ موره می‌رسد و برای خداوند قربانی می‌کند. در شکیم ابراهیم برای خداوند یک قربانگاه ساخت و خدا بر او آشکار شد و سرزمین را به او و فرزندانش داد (پیدایش ۱۲:۶). در این زمان خداوند عهدی را که با ابراهیم در سرزمین حران بسته بود تأیید کرد و سرزمین کنعان را به او قول داد. واژه شکیم یا شحیم در عبری به معنی شانه است. در ادامه داستان در کتاب مقدس پسران یعقوب ( شمعون و لاوی ) انتقام تجاوز به خواهرشان دینه را با کشتن تمامی مردم شکیم می‌گیرند. بعد از این در کتاب خروج، یوشع بن نون قوم اسرائیل را در شکیم جمع کرده و به آنها می‌گوید که به تورات پایبند باشند. بسیاری اتفاقات مهم در کتاب مقدس نظیر عهد با ابراهیم، چاه یعقوب و مقبره یوسف در شکیم اتفاق افتاده است. این شهر در قرن دهم قبل از میلاد بازسازی شد و پایتخت افرایم گردید. وقتی شاهان پادشاهی شمالی اسرائیل پایتخت خود را به تیرزا و بعد به سامریه منتقل کردند شکیم از رونق افتاد. در عهد جدید عیسی با مردم سامری در شکیم ملاقات می‌کند. همچنین این شهر احتمالاً توسط حواریون عیسی مورد بازدید قرار گرفته است.